# Inselkette

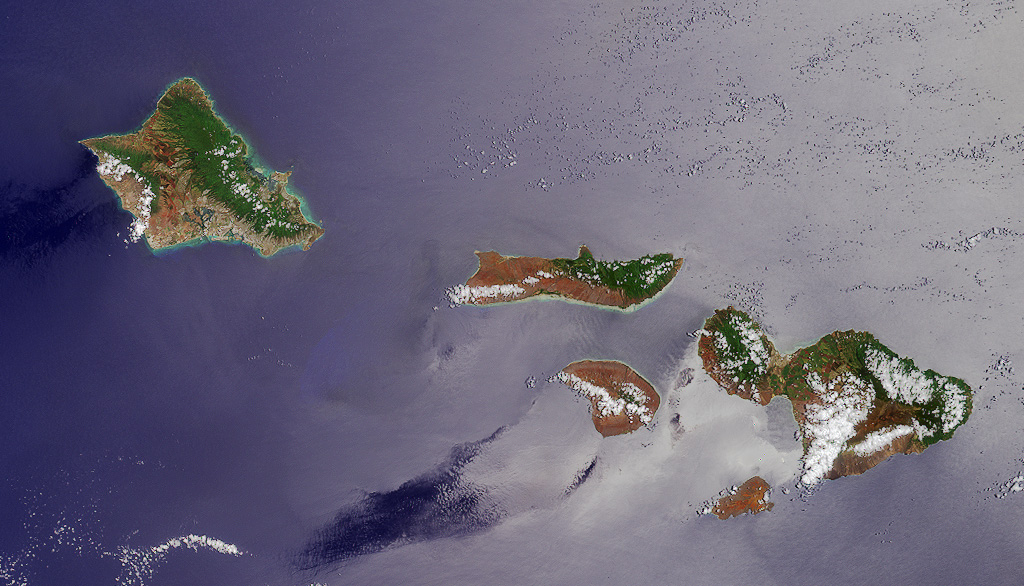
NASA-Satellitenbild einiger Inseln der Inselkette Hawaiis

Eine Inselkette ist eine Inselgruppe, bei der die einzelnen Inseln entlang einer gedachten geraden oder gebogenen Linie aufgereiht sind.
Meist ist eine Inselkette vulkanischen Ursprungs. Liegt die Inselkette am Rand einer Subduktionszone, handelt es sich im Allgemeinen um einen Inselbogen. Geradlinige Inselketten sind meist durch das Driften einer Lithosphärenplatte über einen Hot Spot entstanden, dadurch bildeten sich im Lauf der Zeit immer wieder Vulkane, die abdrifteten und erloschen. Das Paradebeispiel für eine solche Inselkette sind die Hawaii-Inseln.

## Einige Inselketten
- Aleuten (USA), ein vulkanischer Inselbogen
- Liparische Inseln (Italien)
- Ellice-Inseln (Tuvalu)
- Florida Keys (USA), etwa 350 km
- Friesische Inseln (Niederlande, Deutschland und Dänemark)
- Hawaii-Inseln bis einschließlich Kure und Midway (USA), verläuft auf über 3000 km Länge quer durch den Zentralpazifik, Vulkaninseln und Atolle
- Izu-Inseln (Japan)
- Kornaten (Kroatien)
- Kanarische Inseln (Spanien)
- Kermadecinseln (Neuseeland)
- Lofoten (Norwegen)
- Maskarenen (Indischer Ozean)
- Neue Hebriden (Vanuatu)
- Ostasiatische Inselbögen im Westpazifik von Kamtschatka bis Taiwan
  - Kurilen 1200 km (Russland/Japan)
  - Japanische Inselkette: etwa 5000 km; die größten dieser Inseln sind Sachalin (russisch), Hokkaidō, Honshū, Shikoku und Kyushu
  - Ryūkyū-Inseln mit Okinawa
- Samoa-Inseln (Samoa, USA)
- Sundabogen
  - Große Sundainseln
  - Kleine Sundainseln
- Westindien, Kuba bis Aruba: fast 3500 km
  - Große Antillen
  - Kleine Antillen
    - Inseln über dem Winde
    - Inseln unter dem Winde

  - Bahamas, eine Riffplattform
  - Line Islands im Zentralpazifik
  - Austral-Inseln im Südpazifik